# Csepel FC
A Csepel FC egy magyar labdarúgó egyesület, amely a megyei bajnokságban szerepelt.

## Története
A Csepel SC, ahol a labdarúgás még mint szakosztály működött 2000-ben megszűnt. Ezután még két évig a csapat Csepel-Auto Trade néven szerepelt a magyar bajnokságban. Ez az egyesület is megszűnt. Ezután nem maradt Csepelen komoly labdarúgócsapat. 
Egészen 2006-ig. Ekkor költözött Csepelre a Láng-Vasas Sport Klub, ami a Budapest Bajnokság I. osztályában Láng Csepel néven szerepelt. Ez a csapat hatalmas fölénnyel megnyerte a bajnokságot és feljutott az NB/III.-ba. Az NB III-ban 2 idényen keresztül a Duna-csoportban szerepelt Csepel FC néven és a középmezőnyben foglalt helyet. A 2010-11-es szezonban már az Alföldi csoportban szerepelt és bár sokáig vezette a bajnokságot végül csak a 6. lett. A 2011-12-es bajnokságban Indotek - Csepel FC néven indult az NB III Alföldi csoportjában, a 2014-15-ös bajnokságban az NB III átszervezésének következtében a Csepel FC az NB III Nyugati csoportjába került, azóta is ott szerepel Csepel FC néven.
A Csepel FC-nek van több utánpótlás és női labdarúgó csapata is. A női csapat jelenleg a BLSZ bajnokságban szerepel.

## Jelentős eredmények
Budapest Bajnokság: I. osztály, 1. hely

## Stadion

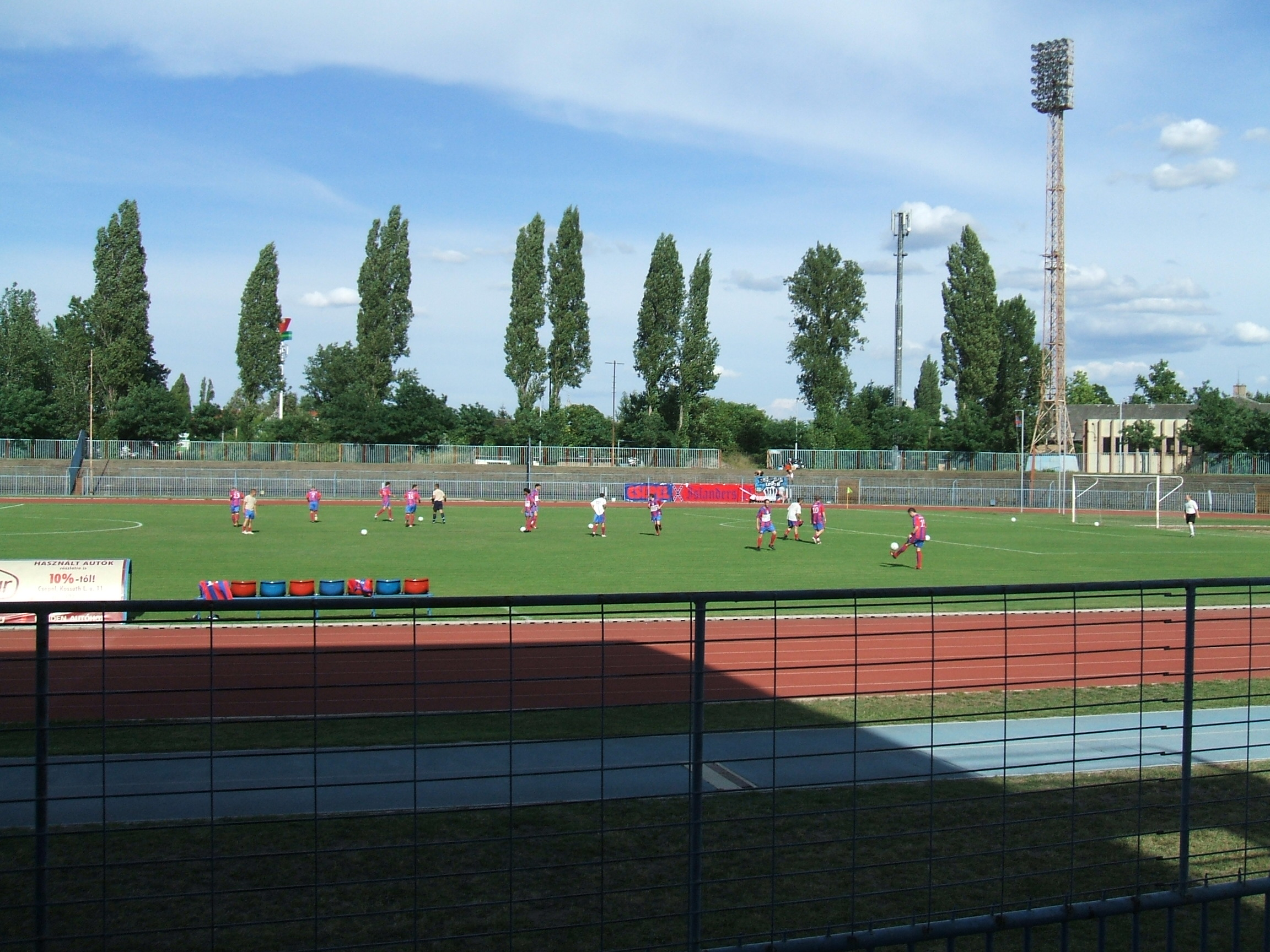
Csepeli Stadion

A csapat jelenleg a 12 000 néző befogadására alkalmas Béke téri stadionban játszik. A női és az utánpótlás csapatok az edzőpályákon játsszák a hazai mérkőzéseiket.

## Szurkolók
A csapat jelentős szurkolótáborral dicsekedhet. A csoport neve: Islander Division.[forrás?]

## Jelenlegi játékosok
| #  |        | Poszt | Név                 |
| -- | ------ | ----- | ------------------- |
| 1  | magyar | K     | Nagy Zoltán         |
| 15 | magyar | KP    | Teplán János        |
| 14 | magyar | V     | Haraszkó Sándor     |
| 12 | magyar | KP    | Koziorowski Richárd |
| 5  | magyar | V     | Stefan Rakic        |
| 6  | magyar | KP    | Szabó Ádám          |
| 17 | magyar | V     | Végh András         |
|    | magyar | V     | Horváth Gábor       |
| 7  | magyar | CS    | Juhász László       |
| 10 | magyar | KP    | Korozmán Norbert    |
| 9  | magyar | CS    | Kemény Tamás        |
|    | magyar | V     | Balogh Zoltán       |

| #  |          | Poszt | Név               |
| -- | -------- | ----- | ----------------- |
|    | szenegál | KP    | Gaye Souleymane   |
| 77 | magyar   | CS    | Somodi Ádám       |
|    | magyar   | V     | Pap Milán         |
| 16 | magyar   | CS    | Zimmermann Zoltán |
|    | magyar   | KP    | Szabó Márton      |
|    | magyar   | KP    | Sztankó Dávid     |
| 41 | magyar   | K     | Ragályi Róbert    |
|    | magyar   | KP    | Menyhei Zoltán    |
|    | magyar   | KP    | Tóth Levente      |
|    | magyar   | V     | Tusa Zoltán       |
|    | magyar   | KP    | Bodnár Richárd    |
|    | magyar   | K     | Csurgai Dominik   |

## Lásd még
- Béke téri sporttelep
- Budapest XXI. kerülete